# James af Mar, 30. jarl af Mar
James af Mar, 30. jarl af Mar (født James Clifton Lane) (født 22. november 1914, død 21. april 1975) var en skotsk adelsmand. Som Hereditary peer havde han en arvelig plads i Overhuset fra 1965 til 1975.
Efter hans død blev embederne arvet af hans ældste datter.  